# ホンダ・シビックバン
シビックバン（CIVIC VAN）は、本田技研工業がかつて生産、販売していたライトバン型自動車である。

## 概要
L700/800販売終了後、6年間のブランクを経て1974年11月に発表されたライトバンである。初代シビックの派生車種で、ホンダ初の5ドアライトバンでもある。初代は1.5L 直列4気筒 SOHC、2代目は1.3L 直列4気筒 SOHCエンジンを積み、最大積載量は400kg（2名乗車時）であった。ベース車種のシビックにはCVCCエンジンが搭載されている中、当初は通常エンジンのみであったが、2代目のマイナーチェンジにCVCC-IIエンジン搭載車が追加された。

## 初代 VB型（1974 - 1979年）
- 1974年11月登場。
- 1975年8月20日 マイナーチェンジ。エンジンを改良し、50年商用車排出ガス規制に対応した。
- 1977年9月 マイナーチェンジ。エンジンの改良及びグリルやバンパーの意匠を変更した。

## 2代目 VC型（1979 - 1983年）
- 1979年（昭和54年）10月 3ドアハッチバックに3か月遅れてフルモデルチェンジ。ホイールベースが70 mm延長されたフロアパンは、後に登場する4ドアセダンにも流用された。
- 1981年（昭和56年）10月 マイナーチェンジ。ヘッドランプを規格型の角形2灯に、フロントグリル、前後バンパーをそれぞれ意匠変更。CVCC-IIエンジン搭載車を追加。
- 1983年（昭和58年）10月 シビックのフルモデルチェンジに伴い生産を終了。後継はシビックプロ。